# 3881 Doumergua
3881 Doumergua este un asteroid din centura principală, descoperit pe 15 noiembrie 1925 de Benjamin Jekhowsky.